# 안토니오 라티니

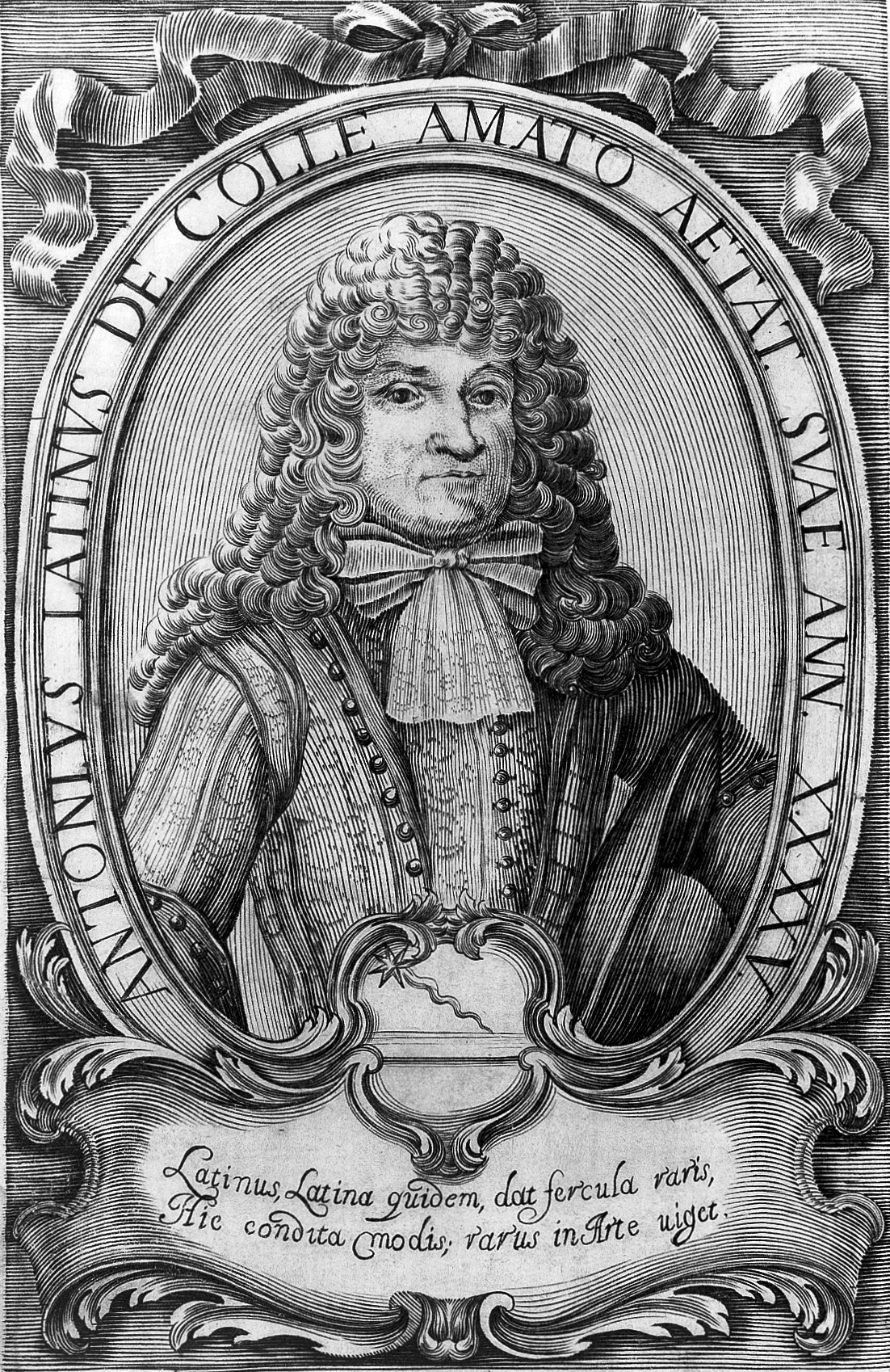

안토니오 라티니 (Antonio Latini, 1642–1692)는 교황 우르바노 8세의 친척형이던 안토니오 바르베리니의 간사로 로마에서 활동했으며 후에는 나폴리 왕국의 총독이던 돈 스테파노 카릴로 살케도의 집사로 활동했다. 지금의 마르케주의 프라치오네 파브리아노 지역에 해당하는 콜라마토에서 태어나, 여러 요리책을 썼다. 그의 요리책 Lo scalco alla moderna "the Modern Steward", (Naples, vol. I 1692, vol. II 1694)는 1993년 재출판됐는데 토마토 소스에 대해 설명한 최초의 요리책이다. 이때에는 파스타에 토마토 소스를 쓴다고 명기하지는 않았고 후에 두 번째 판에는 셔벗에 대해 적었다.
16세에 로마로 가서 바르베리니 주교의 집에서 생활했다. 부주방장이자 집사로 생활하면서 귀족 집안의 집사로서 기술을 익혔다. 중요한 직분을 맡아 여러 기술들을 보유한 덕분에 그는 황금 박차 훈장을 받게 됐다. 이 훈장은 귀족 태생이 아니어도 상관이 없으며 교황이 혁혁한 공을 세운 사람에게 주는 상이다. 이후 안토니오는 여러 궁정에서 활동했고 후에는 스페인에서 나폴리 왕국에 총독으로 부임받은 카를리오 살케도를 위해 일하게 됐다.
그는 나폴리에서 대부분의 식재료를 구했다. 저서 Lo scalco moderna는 멜론이나 가금류와 같이 지역에서 구할 수 있는 최상의 재료에 대해 나폴리 근처의 각 마을이기는 했지만 25개의 지역을 조사한 내용을 적었다.
그러나 정작 그의 삶이나 요리사로서의 삶에 대한 자서전은 거의 알려진 바가 없었다. 알려져 있던 저서 또한 요리 자체에 대한 내용이었기 때문이다. 자서전 내용이 처음으로 빛을 보게 된 것은 프랑스의 미식학자 마리 앙투안 카렘(그는 세계 최초의 제과분야 쉐프로 정평이 나 있다.)이 안토니오의 삶을 적었기 때문이다. 1690년에 작성된 초고가 그의 고향 마을 도서관에서 발견됐고 후에 푸리오 리치첸티가 출판했다.